# Chuprene
Chuprene es una ciudad de Bulgaria, ubicada en el municipio de Chuprene y en la provincia de Vidin, en la parte noroeste del país, a 110 km al noroeste de Sofía, la capital. La altitud de Chuprene es de 423 metros sobre el nivel del mar, y cuenta con una población de 842 habitantes.
El área que rodea a Chuprene es montañosa en el sureste pero más plana en el noroeste. La elevación más alta en la vecindad es de 640 metros y se encuentra a 1 km al noroeste de Chuprene. Solo hay unas 8 personas por kilómetro cuadrado en la región de Chuprene. Belogradchik, que está a 12,2 km al norte de Chuprene, es la ciudad más grande cercana. El área de Chuprene está cubierta por montañas casi en su totalidad.
La zona alrededor de Chuprene está cubierta en gran parte por bosques caducifolios. 8 °C es la temperatura anual típica. El mes más caluroso es julio, donde la máxima media es de 20 °C. El mes más frío es diciembre, donde la máxima promedio es de 4 °C. 945 milímetros de lluvia caen en promedio cada año; 131 milímetros de lluvia caen en mayo, el mes más lluvioso, mientras que 32 milímetros caen en agosto, el más seco.
| Climograma de Chuprene | Climograma de Chuprene | Climograma de Chuprene | Climograma de Chuprene | Climograma de Chuprene | Climograma de Chuprene | Climograma de Chuprene | Climograma de Chuprene | Climograma de Chuprene | Climograma de Chuprene | Climograma de Chuprene | Climograma de Chuprene |
| --- | ---------------------- | ---------------------- | ---------------------- | ---------------------- | ---------------------- | ---------------------- | ---------------------- | ---------------------- | ---------------------- | ---------------------- | ---------------------- |
| E | F                      | M                      | A                      | M                      | J                      | J                      | A                      | S                      | O                      | N                      | D                      |
| 90 0 -6 | 83 3 -4                | 69 9 -1                | 110 13 4               | 131 17 10              | 87 19 14               | 76 24 15               | 32 22 15               | 84 19 9                | 53 13 6                | 55 8 2                 | 74 -1 -6               |
| temperaturas en °C • totales de precipitación en mm |                        |                        |                        |                        |                        |                        |                        |                        |                        |                        |                        |
| Conversión sistema imperial\| E \| F \| M \| A \| M \| J \| J \| A \| S \| O \| N \| D \| \| 3.5 32 21 \| 3.3 37 25 \| 2.7 48 30 \| 4.3 55 39 \| 5.2 63 50 \| 3.4 66 57 \| 3 75 59 \| 1.3 72 59 \| 3.3 66 48 \| 2.1 55 43 \| 2.2 46 36 \| 2.9 30 21 \| \| temperaturas en °F • totales de precipitación en pulgadas \| \| \| \| \| \| \| \| \| \| \| \| |                        |                        |                        |                        |                        |                        |                        |                        |                        |                        |                        |
| E | F                      | M                      | A                      | M                      | J                      | J                      | A                      | S                      | O                      | N                      | D                      |
| 3.5 32 21 | 3.3 37 25              | 2.7 48 30              | 4.3 55 39              | 5.2 63 50              | 3.4 66 57              | 3 75 59                | 1.3 72 59              | 3.3 66 48              | 2.1 55 43              | 2.2 46 36              | 2.9 30 21              |
| temperaturas en °F • totales de precipitación en pulgadas |                        |                        |                        |                        |                        |                        |                        |                        |                        |                        |                        |

| E                                                         | F         | M         | A         | M         | J         | J       | A         | S         | O         | N         | D         |
| 3.5 32 21                                                 | 3.3 37 25 | 2.7 48 30 | 4.3 55 39 | 5.2 63 50 | 3.4 66 57 | 3 75 59 | 1.3 72 59 | 3.3 66 48 | 2.1 55 43 | 2.2 46 36 | 2.9 30 21 |
| temperaturas en °F • totales de precipitación en pulgadas |           |           |           |           |           |         |           |           |           |           |           |